# Treglwang
Treglwang är en ort i kommunen Gaishorn am See i distriktet Liezen i förbundslandet Steiermark i Österrike. Treglwang var tidigare en självständig kommun, men blev den 1 januari 2015 en del av kommunen Gaishorn am See. I kommunen ingick även orten Furth.